# Стантън (окръг, Небраска)
Вижте пояснителната страница за други значения на Стантън.
Окръг Стантън (на английски: Stanton County) е окръг в щата Небраска, Съединени американски щати. Площта му е 1116 km², а населението - 6455 души (2000). Административен център е град Стантън.